# Tiña incógnita
La tiña incógnita o tinea incognito se define como infección dermatofítica o dermatofitosis, generalmente subdiagnosticada por alteración de la apariencia clínica debido a uso de esteroides tópicos, cremas polivalentes y recientemente por inmunomoduladores no esteroideos.
El término "Tiña incógnita" fue usado por primera vez por Ive y Marks en el año de 1968 llamándola tiña incógnita debido a la presentación inusual y difícil de reconocer modificada por el tratamiento previo con corticosteroides tópicos o sistémicos, así como por la aplicación tópica de inmunomoduladores tales como pimecrolimus y tacrolimus.

## Historia
La tiña incógnita término fue originalmente descrita en 1968 por Ive y Marks en 14 pacientes con una infección por dermatofitos que tenía una presentación clínica atípica causada por el tratamiento previo con esteroides. Esto ocurrió en la década de 1960 después de la introducción de estos fármacos para el tratamiento tópico de diversas enfermedades dermatológicas. Estos fármacos inhiben la normal respuesta cutánea inmune contra dermatofitos, mejorando así el desarrollo de infecciones fúngicas superficiales.

## Etiología
| Algunos agentes etiológicos de la tiña incógnita.      |
| ------------------------------------------------------ |
| - Dermatofitos - Aspergillus fumigatus - Candida sp.   |
| Algunos agentes farmacológicos causantes.              |
| - Dipropionato de betametasona - Furoato de mometasona |

La tiña incógnita se trata de una dermatofitosis con manifestaciones clínicas modificadas por la administración tópica de esteroides, en especial, fluorinados, aunque los no fluorinados y cremas polivalentes pueden también ocasionarla.
Los inmunomoduladores no esteroideos inhibidores de calcineurina (tacrolimus y pimecrolimus) pueden también ocasionarla y en ocasiones son administrados por automedicación (generalmente de aplicación tópica y sobre la cara y las ingles) o por tratamiento iatrogénico.
Algunos médicos, en particular, los médicos no dermatólogos prescriben combinaciones de esteroides inmunodepresores y antifúngicos, tales como betametasona y clotrimazol, en el que la betametasona —el inmunosupresor— tiene un efecto dominante sobre el agente antifúngico, lo que agrava la dermatofitosis superficial.
Se ha sugerido que la terapia con anticuerpos anti-TNF-α pueden causar esta enfermedad, o al menos, enmascararla.

## Patogénia
La aplicación inapropiada de corticoides tópicos en infecciones micóticas de la piel origina una modificación en su presentación clínica debido a que los corticoides tópicos o sistémicos suprimen la inflamación y facilitan el sobrecrecimiento de los hongos. Probablemente aumenten su virulencia por la falta de respuesta inmune local.

## Cuadro clínico
Al igual que con otras dermatofitosis, estas infecciones pueden involucrar a los pacientes de cualquier edad o sexo. Todas las áreas pueden verse afectadas, pero la cara y los brazos son las más frecuentes, los pies son raramente afectados por esta condición, porque la tinea pedis es un diagnóstico que rara vez se pasa por alto.
Las lesiones tienen un margen menos elevado y son menos escamosas que las dermatofitosis comunes. Tienden a ser pustulosas, pruriginosas, extensas, y eritematosas y pueden confundirse con otras enfermedades de la piel. Otra forma clínica que se puede confundir con infecciones bacterianas o prurigo es el granuloma tricofítico (granuloma de Majocchi) que se encuentra más comúnmente en las piernas de las mujeres.
El aspecto del cuadro clínico resultante es tan atípico que puede simular diversas dermatosis, tales como lupus eritematoso discoide, rosácea, dermatitis seborréica, dermatitis de contacto, erupción polimorfa solar y psoriasis, entre otras.
El cuadro clínico resultante adquiere una morfología irreconocible que despista al médico más avezado y origina la realización de exámenes innecesarios para orientar en su diagnóstico.

## Diagnóstico

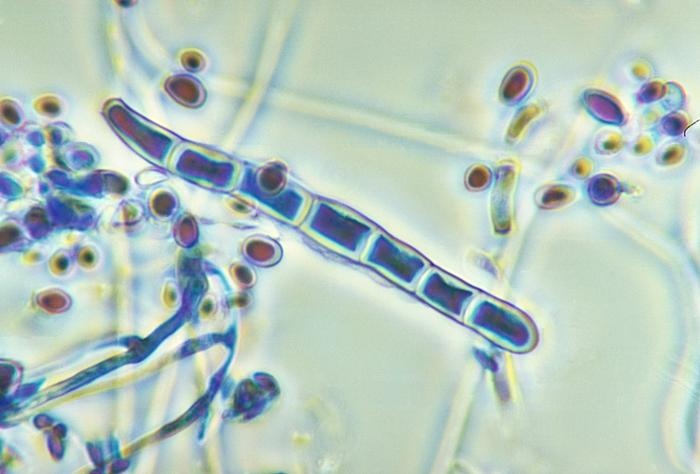
Trichophyton rubrum (imagen al microscopio)

La tiña de incógnito por lo general se asemeja a la neurodermatitis, la dermatitis atópica, la rosácea, la dermatitis seborreica, el lupus eritematoso o la dermatitis de contacto, y el diagnóstico es frecuentemente omitido o retrasado.
El diagnóstico clínico de una tiña depende fundamental mente de los cambios inflamatorios. Las tiñas de la piel se presentan como lesiones de morfología ovalada o circinada, bien definidas, con un borde descamativo y ocasionalmente eccematoso o vesiculoso. Su tratamiento incorrecto modifica la presentación de estas originando la tiña incógnita. La tiña incógnita debe ser sospechada en pacientes con una erupción cutánea inusual o irreconocible en quienes se ha estado realizando un tratamiento previo con corticoides tópicos.
La historia clínica es fundamental, porque el aspecto clínico puede ser confuso. El diagnóstico definitivo debe ser alcanzado en un laboratorio de micología o por un experto en dermatomicología con el examen directo con hidróxido de potasio, lo que demuestra las estructuras fúngicas. Las especies pueden identificarse por cultivo. En ocasiones, el diagnóstico se realiza mediante estudio histopatológico con hematoxilina y eosina y tinciones con ácido peryódico de Schiff.

## Diagnóstico diferencial
El principal diagnóstico diferencial depende de la zona afectada. En la cara, las lesiones pueden parecerse a los neurodermatitis, dermatitis atópica, la rosácea, la dermatitis seborreica, el lupus eritematoso o la dermatitis de contacto. Un estudio reciente reportó que la tiña incógnito facial se asocia con frecuencia con tinea pedis u onicomicosis en uñas de los pies, o ambas.
En la piel lampiña, el diagnóstico diferencial principal es el impétigo, la púrpura,  el liquen plano, la psoriasis, el eritema migratorio, las erupciones medicamentosas, las dermatosis neutrofílicas, la dermatitis de contacto, el lupus eritematoso discoide y la lepra tuberculoide.

## Tratamiento
El tratamiento de elección lo constituyen alilaminas y azoles por vía sistémica. Estos dermatofitosis suelen requerir tratamiento sistémico con agentes antimicóticos orales. La Terbinafina, el itraconazol y el fluconazol han demostrado ser superiores al tratamiento con griseofulvina porque estos se acumulan en la piel. La terapia se indica en general por 2 semanas, pero las respuestas clínicas y micológicas determinarán la duración definitiva del tratamiento.